# Вудленд-Міллс (Теннессі)
Вудленд-Міллс (англ. Woodland Mills) — місто (англ. city) в США, в окрузі Обіон штату Теннессі. Населення — 346 осіб (2020).

## Географія
Вудленд-Міллс розташований за координатами 36°28′35″ пн. ш. 89°6′38″ зх. д. / 36.47639° пн. ш. 89.11056° зх. д. (36.476484, -89.110422).  За даними Бюро перепису населення США в 2010 році місто мало площу 3,19 км², уся площа — суходіл.

## Демографія
Згідно з переписом 2010 року, у місті мешкало 378 осіб у 154 домогосподарствах у складі 115 родин. Густота населення становила 118 осіб/км².  Було 161 помешкання (50/км²).
Расовий склад населення:
| - 89,7 % — білих - 6,6 % — чорних або афроамериканців - 3,2 % — осіб інших рас |

До двох чи більше рас належало 0,5 %. Частка іспаномовних становила 3,7 % від усіх жителів.
За віковим діапазоном населення розподілялося таким чином: 21,7 % — особи молодші 18 років, 57,4 % — особи у віці 18—64 років, 20,9 % — особи у віці 65 років та старші. Медіана віку мешканця становила 42,0 року. На 100 осіб жіночої статі у місті припадало 93,8 чоловіків;  на 100 жінок у віці від 18 років та старших — 98,7 чоловіків також старших 18 років.
Середній дохід на одне домашнє господарство  становив 53 325 доларів США (медіана — 49 688), а середній дохід на одну сім'ю — 57 294 долари (медіана — 53 750). За межею бідності перебувало 8,6 % осіб, у тому числі 15,4 % дітей у віці до 18 років та 2,7 % осіб у віці 65 років та старших.
Цивільне працевлаштоване населення становило 190 осіб. Основні галузі зайнятості: освіта, охорона здоров'я та соціальна допомога — 22,6 %, виробництво — 20,0 %, роздрібна торгівля — 19,5 %.